# Kaltinėnai
Kaltinėnai (in samogitico Kaltinienā, in polacco Kołtyniany) è un centro abitato del distretto di Šilalė della contea di Tauragė, nell'ovest della Lituania. Secondo il censimento nazionale del 2011, la popolazione ammonta a 726 abitanti. La città si trova in un avvallamento e i geologi sostengono che alla fine dell'era glaciale il sito ospitasse un grande lago. Kaltinėnai è circondata da famose fortezze di collina quali Skuburkalnis, Švedkalnis, Kepaluškalnis e Medvėgalis. Scorrono nei suoi pressi anche due corsi d'acqua, l'Akmena e l'Ižnė.
Tra gli edifici degni di nota figurano la chiesa, una vecchia sinagoga in legno, il centro amministrativa della seniūnija e il Centro di riabilitazione.

## Storia
Un'ascia di pietra scoperta nella città suggerisce che la zona era già abitata dal Neolitico, come richiamato dallo stemma comunale. Gli storici credono che la città fosse originariamente parte di un insediamento più grande, ma più tardi si divise e Kaltinėnai divenne una regione separata.
Kaltinėnai viene menzionata per la prima volta in una cronaca tedesca come terram Kalctene nel 1371. Durante la crociata lituana, si cercò di conquistare il castello di Kaltinėnai molte volte (nel 1375, 1377 e 1389, oltre a quelli pianificati dal 1386 al 1394), ma gli abitanti locali respinsero gli attacchi.
Alla fine del XIV secolo e all'inizio del XV Kaltinėnai figurava tra i 6-7 centri più importanti della Samogizia. Le firme dei nobili di Kaltinėnai si rintracciano su documenti importanti e il periodo di massimo splendore fu vissuto quando Vitoldo il Grande ordinò che una delle prime chiese cattoliche della regione fosse costruita a Kaltinėnai (la popolazione locale non si convertì al cristianesimo fino al 1413) e andò completata nel 1421. La diocesi della Samogizia fu fondata nel 1417 e si preoccupò dell'amministrazione della città per più di 400 anni.
La città di Kaltinėnai situata sull'insediamento attuale nacque nel 1524 e apparve per la prima volta su una mappa polacca due anni dopo, prima della maggior parte delle città circostanti.
C'erano più di 70 fattorie a Kaltinėnai nel 1638, ma nel 1668 ne rimasero solo 50. Dopo la grande guerra del Nord la città continuò a declinare, tanto che nel 1773 c'erano solo 15 fattorie, 19 nel 1778.
Nel 1842 le autorità russe portarono le terre ecclesiastiche sotto il loro controllo e, nel 1861, fecero di Kaltinėnai il centro del volost'. Nel 1901 un insegnante locale, O. Skobinas, pubblicò il libro La città di Kaltinėnai, in cui descriveva la vita cittadina contemporanea. Egli riportava che un ufficio postale aprì nel 1861, un centro paramedico nel 1882, una cassa di risparmio nel 1897 e una farmacia nel 1898. I piccoli mercati si svolgevano ogni mercoledì e quelli grandi sei volte all'anno. Nella città lavoravano anche 10 negozi, diverse sale da tè e 17 artigiani (sette sarti, cinque calzolai, due fabbri, due vetrai e un falegname). A Kaltinėnai vivevano allora 430 persone, di cui 263 cattolici, 140 ebrei, 15 ortodossi e 12 evangelici luterani. Skobinas menziona anche che molte persone avevano lasciato la zona per l'America allo scopo di cercare una vita migliore.
Gli abitanti di Kaltinėnai furono molto attivi nella Rivoluzione russa del 1905 e la città rimase sede del volost' anche dopo la dichiarazione dell'Atto d'indipendenza della Lituania nel 1918. La città crebbe da 660 abitanti nel 1923 a 800 nel 1939: vari negozi erano aperti nella città durante quel periodo, e le attività culturali si susseguirono nel periodo interbellici in maniera molto forsennata.
L'occupazione tedesca raggiunse Kaltinėnai nel giugno 1941. i soldati tedeschi e i collaborazionisti lituani trasferirono tutti gli uomini di etnia ebraica dai 15 anni in su, insieme a quelli delle città vicine, al campo di lavoro di Heydekrug (Silute). Tutti gli uomini ebrei di Kaltinėnai furono uccisi prima che le truppe arrivassero per liberare la regione: un gruppo di persone di sesso maschile in età avanzata o con particolari fragilità nell'agosto 1941, un secondo in ottobre e novembre fu trasferimento poi coattivamente. Circa 100 uomini nel 1943 furono trasferiti da Heydekrug ad Auschwitz, mentre a seguito di un'epidemia di tifo alcuni giunsero a Dachau nel 1944. Le donne e i bambini semiti furono costretti a compiere lavori agricoli, poi nel settembre 1941 furono fucilati in massa nella foresta di Tūbinės, a circa 7 km da Kaltinėnai, e sepolti in fosse comuni che alla fine ospitarono 1.200 cadaveri.
Un Congresso dei rappresentanti sovversivi lituani si riunì clandestinamente a Kaltinėnai il 5 settembre 1944. Il suo obiettivo era quello di unire tutte le organizzazioni patriottiche in un unico gruppo centrale di resistenza. Anche se sette rappresentanti furono catturati in una retata quasi casuale dalle autorità sovietiche e benché gli occupanti tedeschi avessero inviato un loro rappresentante al Congresso, quest'ultimo organo si rivelò comunque molto importante: il cosiddetto esercito per la liberazione lituano ne uscì come principale sostenitore della resistenza.
Il 7 ottobre 1944 Kaltinėnai fu occupata dall'Armata Rossa, che procedette a dare il via alla seconda occupazione sovietica. Anche se questo fu uno dei periodi più difficili della storia lituana, Kaltinėnai mantenne una notevole importanza come centro del distretto, sede di un kolkhoz locale e della parrocchia. La popolazione scese dopo la seconda guerra mondiale, ma ricominciò a salire alcuni anni dopo.
Da quando la Lituania ha ottenuto l'indipendenza nel 1990, Kaltinėnai ha continuato ad onorare le sue tradizioni. L'insediamento costituisce oggi il centro della sua seniūnija, che accorpa 74 insediamenti.

## Luoghi d'interesse

### La chiesa

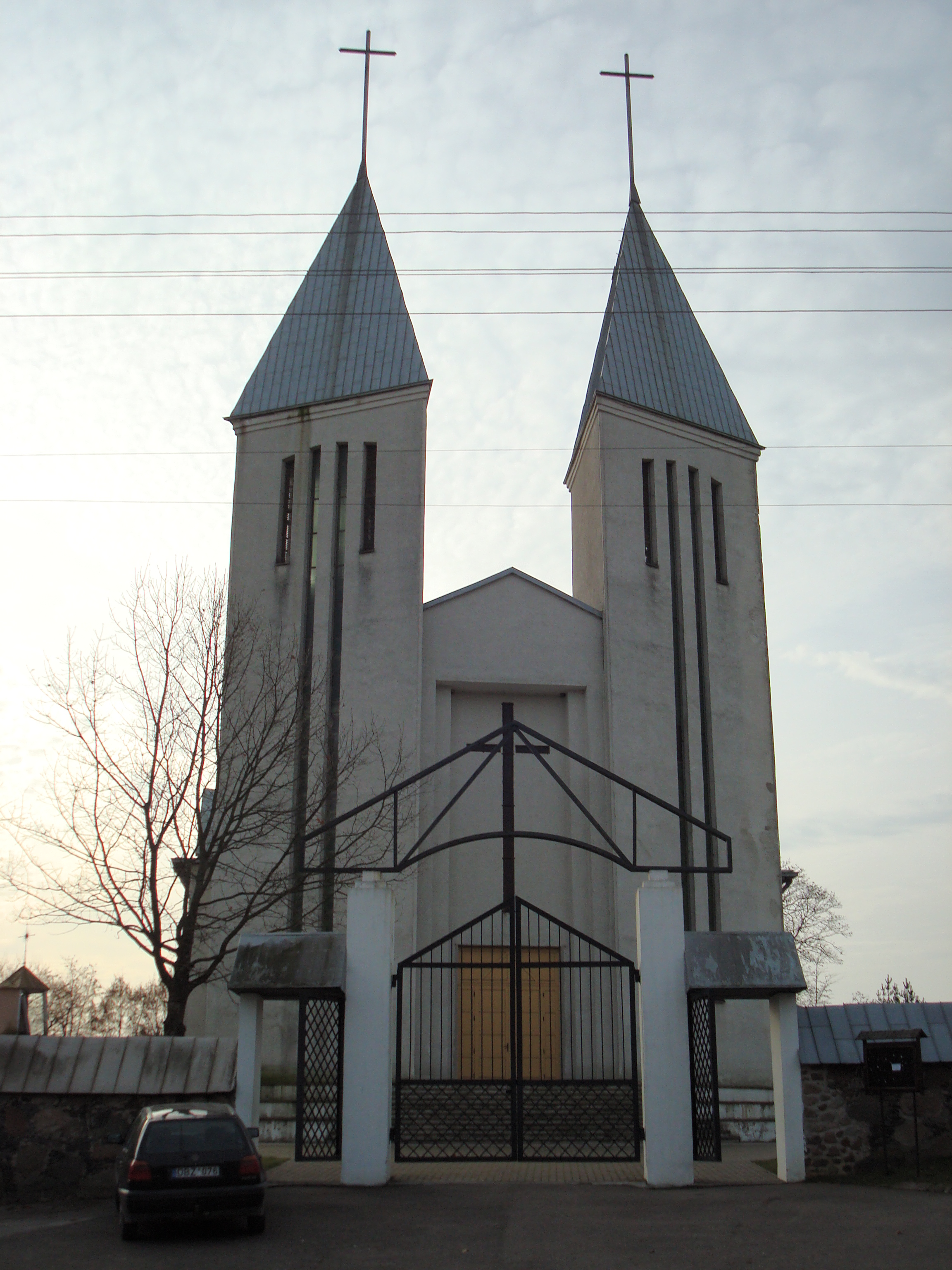
Chiesa di San Giovanni Battista

Da quando Vitoldo il Grande costruì la prima chiesa di legno nel 1416, vennero edificate circa sei chiese di legno a Kaltinėnai. Alcune di queste chiese furono bruciate e altre semplicemente crollarono.
La seconda chiesa più recente fu costruita nel 1896 e bruciò nel 1988. Sopravvivono attualmente solo un recinto di pietra tradizionale in muratura, il suo cancello e il campanile in legno. Dopo che quest'ultimo ha subito interventi di restauro con un trasferimento in una cappella temporanea, ha perso un po' le linee originali.
La chiesa attuale, dedicata a Giovanni Battista, è stata progettata dall'architetto Regimantas Andriuškevičius e completata nel 1995. Si tratta di un moderno edificio di architettura sacra con due torri triangolari alte 40 m e una scultura in marmo bianco e bronzo del Cristo risorto di A. Vaura. V. Švanys creò le vetrate per le camere del seminterrato della chiesa.

### Il cimitero

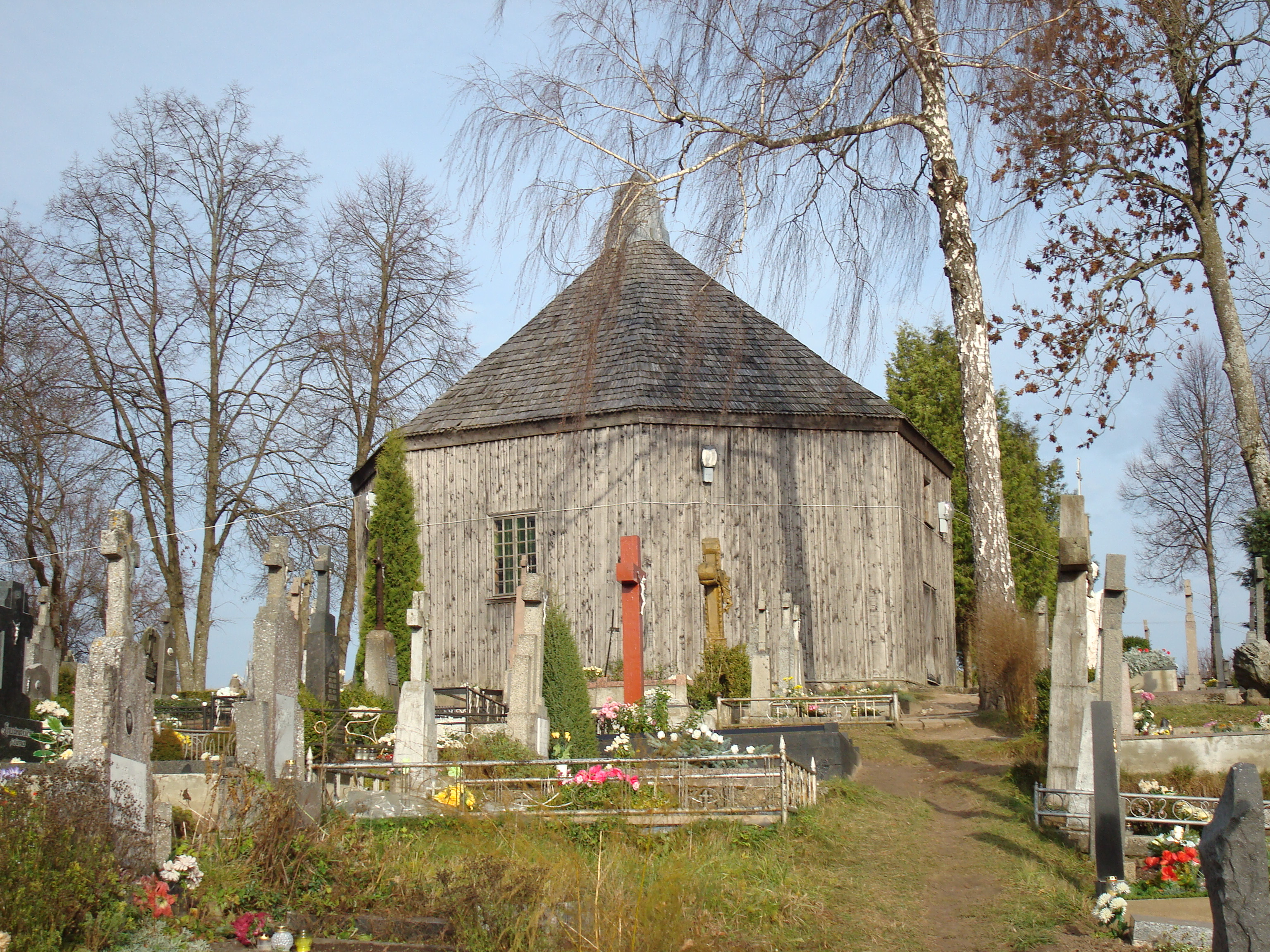
The chapel

Il cimitero parrocchiale si trova sul lato occidentale dell'agglomerato urbano: vi è una cappella ottagonale di architettura popolare in legno sulla collina, costruita nel 1798 e restaurata nel 1989. Ci sono anche molte sculture di santi sulla stessa altura.
La cappella è circondata da molte tombe molto antiche, storiche e artistiche intorno alla cappella, segnate da croci metalliche e altre lapidi.  Un alto obelisco di pietra dedicato a Dionizas Poška si trova vicino alla cappella. Poška fu un grande poeta e fondatore del museo Baubliai, il primo museo di storia in Lituania. Marijona Stulginskienė (madre del presidente lituano Aleksandras Stulginskis) è sepolta sul lato sud-est della collina del cimitero.

### Fortezza di collina di Pilės (Kepaluškalnis)

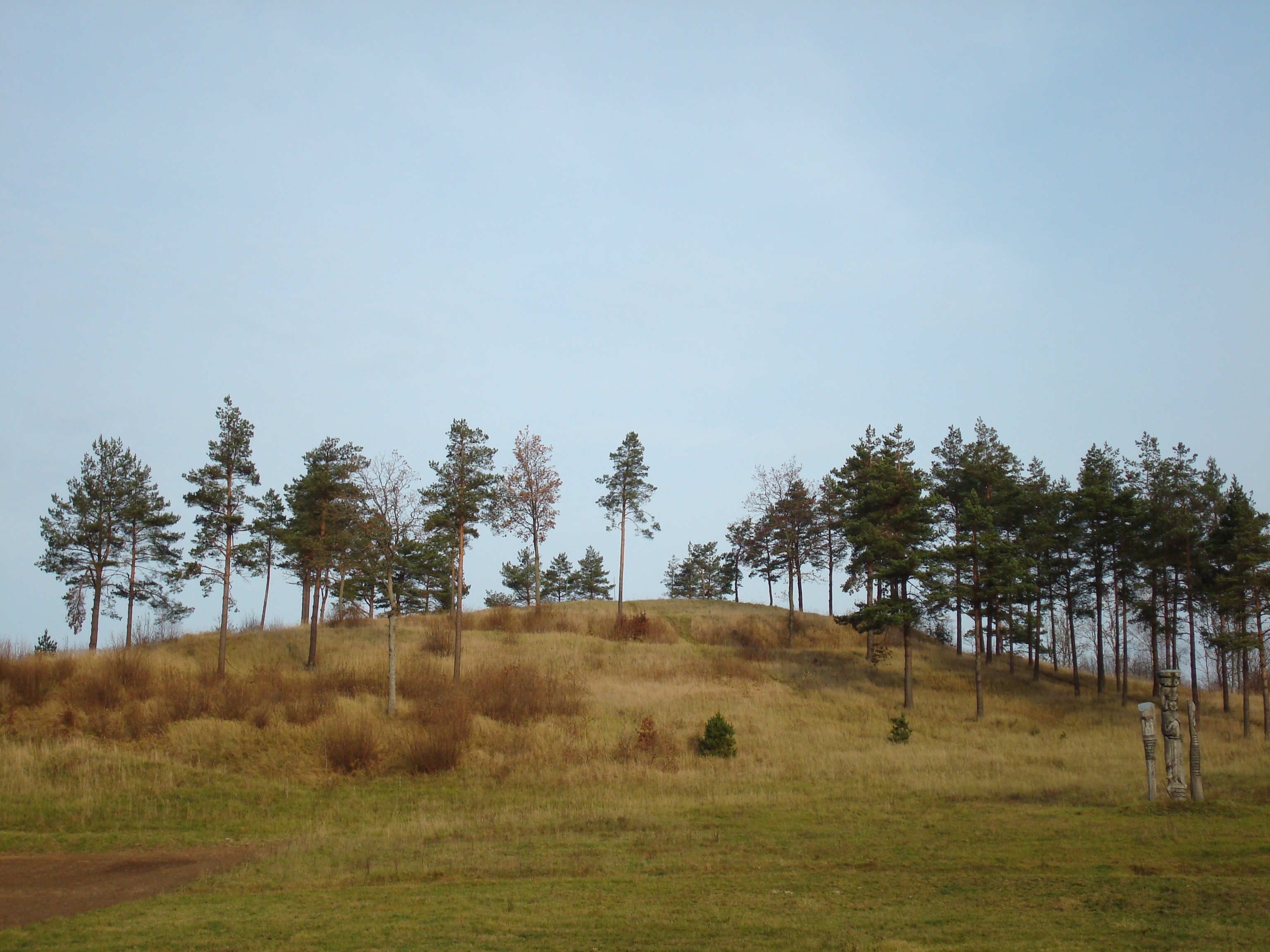
Il sito di Pilės

Il sito di Pilės (o Kepaluškalnis) è uno dei monumenti culturali più preziosi della regione di Šilalė.
I suoi fianchi sono alti 20 metri quadrati e la parte superiore del tumulo copre circa 2.250 m². I suoi lati erano originariamente circondati da bastioni di difesa che oggi sono piatti, ma la posizione di due bastioni è ancora visibile, così come tre fossati difensivi.
In base alla grandezza del tumulo e alle dimensioni delle sue fortificazioni, uno dei castelli più forti della Samogizia sorgeva sulla collina di Pilės durante la guerra con i crociati. Ci sono stati anche vari ritrovamenti archeologici sul tumulo, come suppellettili e utensili funzionali pee le evenienze della vita quotidiana.